# Chiesa di Sant'Antonio da Padova (Scanno)
La chiesa di Sant'Antonio da Padova è una chiesa di Scanno, in provincia dell'Aquila, sita in zona "Aragonesi" (ov'era l'Ospedale di Scanno, così come ricorda una scritta su una finestra sul cortile "Hospita sum miseri"), presso l'incrocio di "Via degli Alpini" con la "Via dei Fotografi".

## Storia

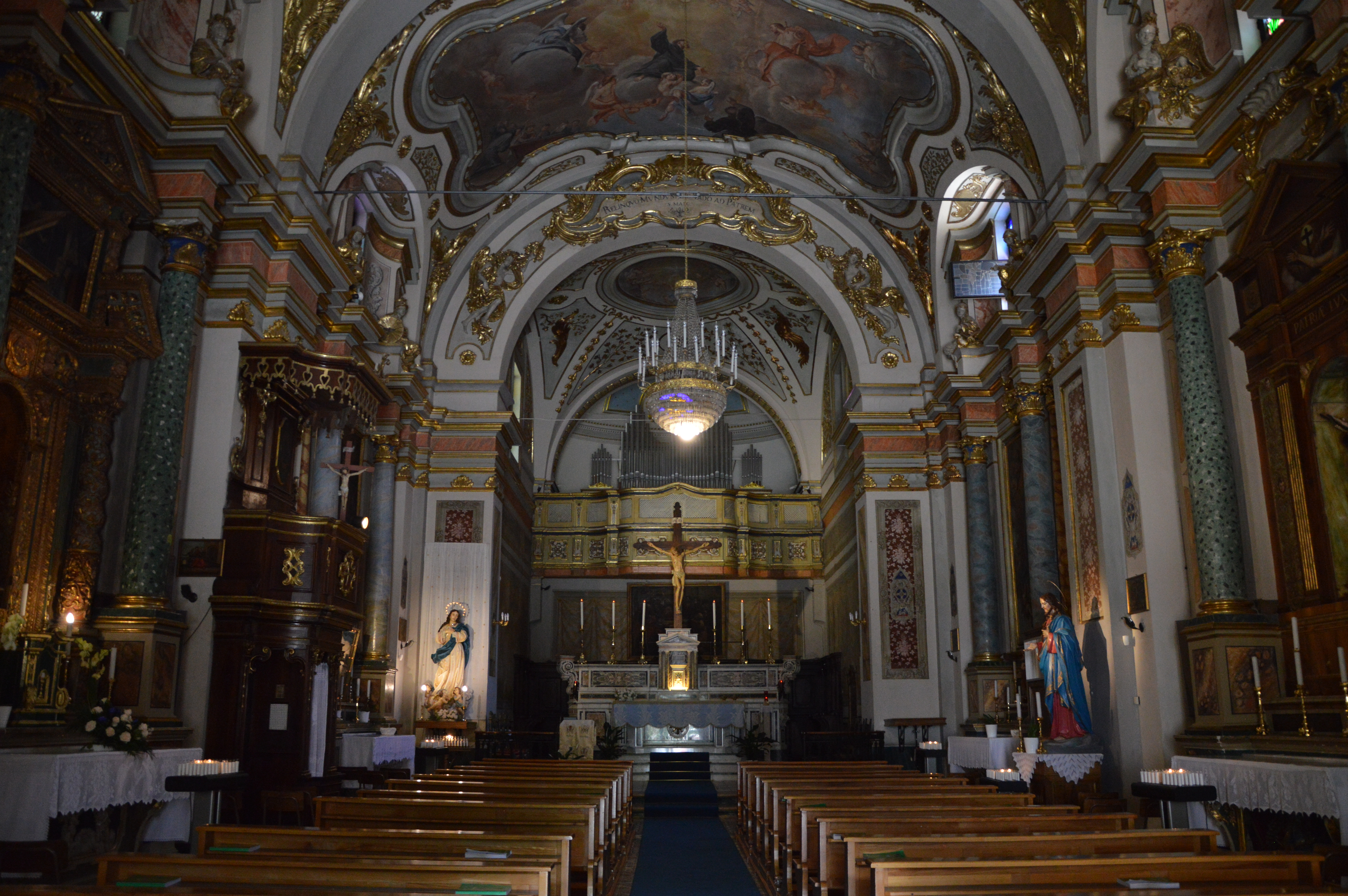
L'interno della Chiesa

La chiesa con l'annesso convento vennero fondati tra il 1595 ed il 1596 come afferma l'iscrizione del portale ove era l'ospedale di Scanno, qui, il 25 agosto 1590 fu stipulato alla presenza del vescovo di Sulmona ed il padre maestro Castelvecchio Subequo l'atto di fondazione del convento e della chiesa con il consenso dell'università di Scanno che donò ad uso perpetuo il fabbricato adiacente all'ospedale.
In questa chiesa erano conservati gli scanni in noce che provenivano dall'chiesa del purgatorio ed ora posti nella sala consiliare del municipio.

## L'annesso convento
Nel 1604 il convento venne ampliato, tuttavia Bartolini Salimbeni precisa che il convento venne costruito nel 1631 includendo una preesistente chiesa ristrutturata con l'aggiunta di volte e di due cantorie nell'ingresso e nell'abside.
Nel 1652 il convento poté essere soppresso, ma l'Università di Scanno intercesse contro la chiusura.
Dopo lo scioglimento delle congregazioni religiose da parte del regno napoleonico, i conventuali man mano lasciarono il convento, che venne adibito, dopo lungo tempo, ad uso privato (ancor oggi, in alcuni meandri del convento ci abitano dei privati).
Nel 1835 dopo uno spaventoso inutilizzo e noncuranza dell'edificio gli abitanti di Scanno lo restaurarono a proprie spese.
Nel 1865 il convento fu venduto post tenebris a privati.
Nel 1938 per volontà di Francesco di Rienzo i Frati Minori riformati fecero ritorno a Scanno, i quali abitarono un'ala del convento.
Nel 2006 i Frati Minori riformati lasciano il Convento e la Chiesa affidandola all'Ordinario Diocesano.

## La chiesa
La chiesa è collegata al convento al fianco nord-est ed ha liberi gli altri tre lati: la facciata principale, il fianco sud-ovest affiancato da un viottolo ed il fronte absidale sud-ovest parzialmente interrato.
La facciata è in stile romanico locale che richiama lo stile romanico aquilano ed umbro, mentre l'interno, sontuosissimo e d'aspetto basilicale è ad un'unica navata in stile barocco con pregevolissime decorazioni in stucchi dorati e non.
Il portale è del 1595 con mostra rettangolare in pietra sormontata da due cimase divise da mensole su cui è posto il timpano triangolare.
L'interno ad impianto longitudinale ad aula con copertura è a crociera.
Sei altari laterali completano la forma d'interno, tra cui uno è dedicato a Sant'Antonio, posto nella zona mediana, costruito nel 1602 da Maria Caretore, nella sommità è posta una tela raffigurante l'Annunciazione.

Di fronte è posto l'altare di san Francesco d'Assisi realizzato nel 1944 e progettato da Liborio Caranfa e realizzato da artigiani locali.

Gli altri altari sono dedicati a: San Gregorio Magno, san Giuseppe da Copertino dove è collocata una statua di pregevole fattura raffigurante San Gerardo, uno dedicato all'Assunzione di Maria, l'altro alla Deposizione di Cristo dalla Croce.
I setti murari interni che separano gli altari laterali ospitano le stazioni della via Crucis che risalgono al XVIII secolo. I due confessionali ed il pulpito sono dello stesso periodo.
Sulla volta vi sono tre affreschi di Giambattista Gamba raffiguranti:
- Il Transito di san Francesco d'Assisi;
- Sant'Antonio di Padova;
- San Bonaventura.

Dietro l'altare marmoreo, che una tradizione vuole che sia stato acquistato a proprie spese da Gaetano di Rienzo, posto sulla cantoria lignea, vi è un organo da chiesa usato durante l'Estate organistica di Scanno. L'altare forse progettato per una cappella della Reggia di Caserta è opera di Luigi Vanvitelli.
All'ingresso è posta una tela del 1607 di Pasquale Prico di Montereale che raffigura la creazione dei tre ordini francescani.
Nel piazzale antistante vi è un obelisco in pietra locale.